# Václav Krumbholz
Václav Krumbholz (8. března 1846 Malé Číčovice – 7. srpna 1923 Malé Číčovice) byl rakouský a český rolník a politik, na přelomu 19. a 20. století poslanec Českého zemského sněmu a Říšské rady.

## Biografie
Vystudoval nižší reálnou školu a hospodářskou školu, pak se věnoval správě svého zemědělského hospodářství. Koncem 19. století se uvádí jako člen okresního výboru smíchovského okresu. Patřil mezi představitele českého rolnického stavu, který koncem 19. století výrazně podporoval mladočeskou politiku. Ve svém regionu se podílel na rozvoji hospodářských zemědělských spolků. Byl předsedou rolnického akciového cukrovaru v Lenešicích.
Koncem 80. let 19. století se zapojil i do zemské politiky. Ve volbách v roce 1889 byl zvolen v kurii venkovských obcí (volební obvod Smíchov, Zbraslav, Beroun, Unhošť) do Českého zemského sněmu. Politicky patřil k mladočeské straně. Ve volbách v roce 1895 mandát obhájil.
Zasedal také v Říšské radě (celostátní zákonodárný sbor), kam usedl ve volbách do Říšské rady roku 1891. Zastupoval kurii venkovských obcí, obvod Smíchov, Zbraslav atd. Mandát zde obhájil ve volbách do Říšské rady roku 1897. Ve volbách roku 1891 výrazně porazil svého staročeského rivala poměrem hlasů 326 : 78. Podobně výrazný náskok si udržel i ve volbách roku 1897 (363 : 56 hlasům).
Zemřel v srpnu 1923.